# Минто (Онтарио)
Минто (енгл. Minto) је градић у Канади у покрајини Онтарио. Према резултатима пописа 2011. у граду је живело 8.334 становника.

## Становништво
Према резултатима пописа становништва из 2011. у граду је живело 8.334 становника, што је за 2,0% мање у односу на попис из 2006. када је регистровано 8.504 житеља.
| 2006. | 2011. |
| ----- | ----- |
| 8.504 | 8.334 |